# Rosa (cognome)
Rosa è un cognome di lingua italiana.

## Varianti
De Rosa, Della Rosa, Derosa, Di Rosa, Iaderosa, La Rosa, Larosa, Rosabella, Rosalba, Rosatto, Rosi.

## Origine e diffusione
Il cognome è panitaliano.
Potrebbe derivare dal prenome Rosa o dal colore rosa o ancora dal fiore omonimo.
In Italia conta circa 1856 presenze.
La variante De Rosa è tipicamente napoletano con presenze in tutta la penisola; Di Rosa è campano e siciliano; La Rosa è tipicamente siciliano e calabrese, soprattutto della zona dello stretto di Messina; Larosa è reggino e barese; Derosa è estremamente raro.

## Persone
- Carlo Rosa, calciatore italiano (Thiene, n.1909 - Thiene, † 1973)
- Enzo Rosa, calciatore italiano (Balzola, n.1913 - Varazze, † 1994)
- Franco Rosa, ex calciatore e allenatore di calcio italiano (Garlasco, n.1932)